# Trefusia longicauda
Trefusia longicauda is een rondwormensoort uit de familie van de Trefusiidae. De wetenschappelijke naam van de soort is voor het eerst geldig gepubliceerd in 1893 door de Man.